# Jérôme Durand
Pour l’article homonyme, voir Jérôme Durand (peintre).
Jérôme Durand, né le 16 janvier 1975 à Carmaux (Tarn), est un joueur de rugby à XV français qui évolue au poste de ailier au sein de l'effectif du Blagnac sporting club rugby (1,82 m pour 92 kg).

## Carrière
- 1995-1996 : Castres Olympique ( Reichel )
- 1996-1998 : Stade Rodez (Groupe B)
- 1998-2004 : SC Albi (Fédérale 1 - Pro D.2)
- 2004-2006 : UA Gaillac
- 2006-2008 : Blagnac SCR (Pro D2)
- 2008-2011 : Stade Rodez (Fédérale 2)
- 2011-2013 : US Carmaux
- 2013-2014 : UA Gaillac
- Équipe de France Amateur (tournée en Argentine et Chili en septembre 2005)

## Palmarès
- 2007 : Finaliste Fédérale 1 avec Blagnac SCR